# Liste der Baudenkmale in Potsdam/H
Dieser Teil der Liste beinhaltet die Denkmale in Potsdam, die sich in Straßen befinden, die mit H beginnen. Der Stand der Liste ist der 31. Dezember 2020.

## Legende
In den Spalten befinden sich folgende Informationen:
- ID-Nr.: Die Nummer wird vom Brandenburgischen Landesamt für Denkmalpflege vergeben. Ein Link hinter der Nummer führt zum Eintrag über das Denkmal in der Denkmaldatenbank. In dieser Spalte kann sich zusätzlich das Wort Wikidata befinden, der entsprechende Link führt zu Angaben zu diesem Denkmal bei Wikidata.
- Lage: die Adresse des Denkmales und die geographischen Koordinaten. Link zu einem Kartenansichtstool, um Koordinaten zu setzen. In der Kartenansicht sind Denkmale ohne Koordinaten mit einem roten beziehungsweise orangen Marker dargestellt und können in der Karte gesetzt werden. Denkmale ohne Bild sind mit einem blauen bzw. roten Marker gekennzeichnet, Denkmale mit Bild mit einem grünen beziehungsweise orangen Marker.
- Bezeichnung: Bezeichnung in den offiziellen Listen des Brandenburgischen Landesamtes für Denkmalpflege. Ein Link hinter der Bezeichnung führt zum Wikipedia-Artikel über das Denkmal.
- Beschreibung: die Beschreibung des Denkmales
- Bild: ein Bild des Denkmales und gegebenenfalls einen Link zu weiteren Fotos des Baudenkmals im Medienarchiv Wikimedia Commons

## Baudenkmale
| ID-Nr.                           | Lage | Bezeichnung | Beschreibung | Bild |
| -------------------------------- | --- | --- | --- | --- |
| 09155815                         | Brandenburger Vorstadt Hans-Sachs-Straße 3-12, Meistersingerstraße 11 (Lage)                                             | Siedlung des Beamten-Wohnungs-Vereins zu Potsdam | | [[Vorlage:Bilderwunsch/code!/C:52.394953,13.033046!/D:Brandenburger Vorstadt Hans-Sachs-Straße 3-12, Meistersingerstraße 11, Siedlung des Beamten-Wohnungs-Vereins zu Potsdam!/\|BW]]                                                    |
| 09156717                         | Nördliche Innenstadt Hans-Thoma-Straße 1, Gutenbergstraße 58 (Lage)                                                      | Wohnhausgruppe „Witam“ | „Witam“ ist eine alte slawische Bezeichnung für Weidendamm. | Wohnhausgruppe „Witam“ |
| 09156625                         | Nördliche Innenstadt Hans-Thoma-Straße 3/4 (Lage)                                                                        | Wohnanlage „Witam“, Wohnhausgruppe | | Wohnanlage „Witam“, Wohnhausgruppe |
| 09155725                         | Nördliche Innenstadt Hans-Thoma-Straße 5 (Lage)                                                                          | Mietwohnhaus, Wohnanlage „Witam“ | | Mietwohnhaus, Wohnanlage „Witam“ |
| 09155726                         | Nördliche Innenstadt Hans-Thoma-Straße 6 (Lage)                                                                          | Mietwohnhaus, Wohnanlage „Witam“ | | Mietwohnhaus, Wohnanlage „Witam“ |
| 09155727                         | Nördliche Innenstadt Hans-Thoma-Straße 7 (Lage)                                                                          | Mietwohnhaus, Wohnanlage „Witam“ | | Mietwohnhaus, Wohnanlage „Witam“ |
| 09156304                         | Nördliche Innenstadt Hans-Thoma-Straße 11/12, Leiblstraße 12 (Lage)                                                      | Mietwohnhaus, Wohnanlage „Witam“ | | Mietwohnhaus, Wohnanlage „Witam“ |
| 09156705                         | Nördliche Innenstadt Hans-Thoma-Straße 13 (Lage)                                                                         | Mietwohnhaus, Wohnhaus Rhode | | Mietwohnhaus, Wohnhaus Rhode |
| 09156834                         | Nördliche Innenstadt Hebbelstraße (Lage)                                                                                 | Straßenzug in der II. Barocken Stadterweiterung, westliche Hebbelstraße | | [[Vorlage:Bilderwunsch/code!/C:52.403285,13.06258!/D:Nördliche Innenstadt Hebbelstraße, Straßenzug in der II. Barocken Stadterweiterung, westliche Hebbelstraße!/\|BW]]                                                                  |
| 09155737                         | Nauener Vorstadt Hebbelstraße, Eisenhartstraße, Alleestraße, Birkenstraße, Am Neuen Garten (Lage)                        | Platz vor dem Haupteingang zum Neuen Garten mit Grünanlage, Denkmal, Villen und Vorgärten | | Platz vor dem Haupteingang zum Neuen Garten mit Grünanlage, Denkmal, Villen und Vorgärten |
| 09156151                         | Nördliche Innenstadt Hebbelstraße 1d (Lage)                                                                              | Depot der Städtischen Straßenreinigung und Müllabfuhr | | Depot der Städtischen Straßenreinigung und Müllabfuhr |
| 09156813                         | Nauener Vorstadt Hebbelstraße 7 (Lage)                                                                                   | Wohnhaus (nur Vorderhaus ohne Seitenflügel) mit Einfriedung | | Wohnhaus (nur Vorderhaus ohne Seitenflügel) mit Einfriedung |
| 09156626                         | Nauener Vorstadt Hebbelstraße 9 (Lage)                                                                                   | Wohnhaus Bolle mit Remise, Vorgarten und Einfriedung | | Wohnhaus Bolle mit Remise, Vorgarten und Einfriedung |
| 09156600                         | Nördliche Innenstadt Hebbelstraße 16, Bertha-von-Suttner-Straße 19 (Lage)                                                | Doppelmietwohnhaus mit Vorgarten und Einfriedung | | Doppelmietwohnhaus mit Vorgarten und Einfriedung |
| 09156152                         | Nördliche Innenstadt Hebbelstraße 24 (Lage)                                                                              | Wohnhaus mit Resten der Einfriedung | Bauherrin: Fransziska Teltz, Rentnerin Baujahr: 1874/75 Baumeister: Carl Partik, Hofmaurermeister | Wohnhaus mit Resten der Einfriedung |
| 09156153                         | Nauener Vorstadt Hebbelstraße 30 (Lage)                                                                                  | Mietwohnhaus mit Vorgarten und Einfriedung | | Mietwohnhaus mit Vorgarten und Einfriedung |
| 09156627                         | Nauener Vorstadt Hebbelstraße 38 (Lage)                                                                                  | Wohnhaus Bolle mit Vorgarten, Pflasterung und Einfriedung | | Wohnhaus Bolle mit Vorgarten, Pflasterung und Einfriedung |
| 09156628                         | Nauener Vorstadt Hebbelstraße 39 (Lage)                                                                                  | Wohnhaus Bolle mit Vorgarten und Einfriedung | | Wohnhaus Bolle mit Vorgarten und Einfriedung |
| 09155634                         | Nördliche Innenstadt Hebbelstraße 42 (Lage)                                                                              | Barockes Typenhaus, ohne Brandgassenüberbauung | | Barockes Typenhaus, ohne Brandgassenüberbauung |
| 09155635                         | Nördliche Innenstadt Hebbelstraße 43 (Lage)                                                                              | Barockes Typenhaus, ohne Seitenflügel | | Barockes Typenhaus, ohne Seitenflügel |
| 09155636                         | Nördliche Innenstadt Hebbelstraße 44 (Lage)                                                                              | Barockes Typenhaus, ohne Quergebäude | | Barockes Typenhaus, ohne Quergebäude |
| 09155637                         | Nördliche Innenstadt Hebbelstraße 45 (Lage)                                                                              | Barockes Typenhaus | | Barockes Typenhaus |
| 09155638                         | Nördliche Innenstadt Hebbelstraße 46 (Lage)                                                                              | Barockes Typenhaus, ohne Seitenflügel | | Barockes Typenhaus, ohne Seitenflügel |
| 09155639                         | Nördliche Innenstadt Hebbelstraße 47 (Lage)                                                                              | Barockes Typenhaus, ohne Quergebäude | | Barockes Typenhaus, ohne Quergebäude |
| 09155640                         | Nördliche Innenstadt Hebbelstraße 48 (Lage)                                                                              | Barockes Typenhaus | | Barockes Typenhaus |
| 09155641                         | Nördliche Innenstadt Hebbelstraße 49 (Lage)                                                                              | Barockes Typenhaus, ohne linken Seitenflügel | | Barockes Typenhaus, ohne linken Seitenflügel |
| 09155642                         | Nördliche Innenstadt Hebbelstraße 50 (Lage)                                                                              | Barockes Typenhaus, ohne Quergebäude | | Barockes Typenhaus, ohne Quergebäude |
| 09155643                         | Nördliche Innenstadt Hebbelstraße 51 (Lage)                                                                              | Barockes Typenhaus, ohne Brandgassenüberbauung | | Barockes Typenhaus, ohne Brandgassenüberbauung |
| 09155644                         | Nördliche Innenstadt Hebbelstraße 52 (Lage)                                                                              | Barockes Typenhaus, ohne Quergebäude | | Barockes Typenhaus, ohne Quergebäude |
| 09155645                         | Nördliche Innenstadt Hebbelstraße 53 (Lage)                                                                              | Barockes Typenhaus, ohne Quergebäude | | Barockes Typenhaus, ohne Quergebäude |
| 09155646                         | Nördliche Innenstadt Hebbelstraße 54 (Lage)                                                                              | Barockes Typenhaus, ohne Seitenflügel und Quergebäude | | Barockes Typenhaus, ohne Seitenflügel und Quergebäude |
| 09155647                         | Nördliche Innenstadt Hebbelstraße 55 (Lage)                                                                              | Barockes Typenhaus | | Barockes Typenhaus |
| 09155648                         | Nördliche Innenstadt Hebbelstraße 56 (Lage)                                                                              | Barockes Typenhaus, ohne Seitenflügel | | Barockes Typenhaus, ohne Seitenflügel |
| 09156835                         | Nördliche Innenstadt Hegelallee (Lage)                                                                                   | Straßenzug in der II. Barocken Stadterweiterung, südliche Hegelallee | | [[Vorlage:Bilderwunsch/code!/C:52.402056,13.051159!/D:Nördliche Innenstadt Hegelallee, Straßenzug in der II. Barocken Stadterweiterung, südliche Hegelallee!/\|BW]]                                                                      |
| 09155232                         | Nördliche Innenstadt Hegelallee (Lage)                                                                                   | Straßenzug im Verlauf der barocken Stadtmauer mit Lindenallee | | [[Vorlage:Bilderwunsch/code!/C:52.402926,13.054576!/D:Nördliche Innenstadt Hegelallee, Straßenzug im Verlauf der barocken Stadtmauer mit Lindenallee!/\|BW]]                                                                             |
| 09155234                         | Nördliche Innenstadt Hegelallee / Lindenstraße (Lage)                                                                    | Jägertor | Das Jägertor von 1733 ist das älteste noch erhaltene Potsdamer Stadttor. | weitere Bilder |
| 09155765                         | Nördliche Innenstadt Hegelallee 1 (Lage)                                                                                 | Villa Quistorp, auch Villa Friedrichs | Bauherr: Heinrich Quistorp, Unternehmer Baujahr: 1872/73 Baumeister: Ernst Petzholtz (Gebr. Petzholtz) | Villa Quistorp, auch Villa Friedrichs |
| 09155766                         | Nördliche Innenstadt Hegelallee 5 (Lage)                                                                                 | Villa von Heinrich Quistorp | Bauherr: Heinrich Quistorp, Unternehmer Baujahr: 1873–1879 Baumeister: Ernst Petzholtz (Gebr. Petzholtz) | Villa von Heinrich Quistorp |
| 09156714                         | Nördliche Innenstadt Hegelallee 6-10 (Lage)                                                                              | Plansammlung der unteren Denkmalschutzbehörde | | [[Vorlage:Bilderwunsch/code!/C:52.403555,13.055979!/D:Nördliche Innenstadt Hegelallee 6-10, Plansammlung der unteren Denkmalschutzbehörde!/\|BW]]                                                                                        |
| 09155767                         | Nördliche Innenstadt Hegelallee 8 (Lage)                                                                                 | Landgericht, heute Amtsgericht | | Landgericht, heute Amtsgericht |
| 09156154                         | Nördliche Innenstadt Hegelallee 14 (Lage)                                                                                | Wohnhaus (Fassade) mit Gartenpavillon und Einfriedung, Druidenloge „Königin Luise“ | | Wohnhaus (Fassade) mit Gartenpavillon und Einfriedung, Druidenloge „Königin Luise“ |
| 09156241                         | Nördliche Innenstadt Hegelallee 16 (Lage)                                                                                | Wohnhaus mit Vorgarten und Einfriedung | | Wohnhaus mit Vorgarten und Einfriedung |
| 09157133                         | Nördliche Innenstadt Hegelallee 18 (Lage)                                                                                | Wohnhaus | | [[Vorlage:Bilderwunsch/code!/C:52.403188,13.050416!/D:Nördliche Innenstadt Hegelallee 18, Wohnhaus!/\|BW]] |
| 09155768                         | Nördliche Innenstadt Hegelallee 23 (Lage)                                                                                | Werner-Alfred-Bad | Das Bad, nach Plänen des Architekten Paul Otto August Baumgarten erbaut, wurde am 14. Dezember 1913 eröffnet. Beim Komplettumbau 2005 wurden die historische Einrichtung sowie das Becken und die Badeeinrichtungen entfernt. | weitere Bilder |
| 09155798                         | Nördliche Innenstadt Hegelallee 25 (Lage)                                                                                | Gedenkstätte zu Ehren des 100. Geburtstages von Wladimir Iljitsch Lenin | | [[Vorlage:Bilderwunsch/code!/C:52.402092,13.047399!/D:Nördliche Innenstadt Hegelallee 25, Gedenkstätte zu Ehren des 100. Geburtstages von Wladimir Iljitsch Lenin!/\|BW]]                                                                |
| 09156771                         | Nördliche Innenstadt Hegelallee 28 (Lage)                                                                                | Wohnhaus | | Wohnhaus |
| 09157099                         | Nördliche Innenstadt Hegelallee 30 (Lage)                                                                                | Einstein-Gymnasium, bestehend aus Schulgebäude, Vorschulgebäude, Abortgebäude und Einfriedung | | Einstein-Gymnasium, bestehend aus Schulgebäude, Vorschulgebäude, Abortgebäude und Einfriedung |
| 09155424                         | Nördliche Innenstadt Hegelallee 32 (Lage)                                                                                | Bürgerliches Wohnhaus, einschließlich des linken Seitenflügels | | Bürgerliches Wohnhaus, einschließlich des linken Seitenflügels |
| 09155241                         | Nördliche Innenstadt Hegelallee 33-35 (Lage)                                                                             | Kaserne für Beweibte | | Kaserne für Beweibte |
| 09155425                         | Nördliche Innenstadt Hegelallee 36 (Lage)                                                                                | Bürgerliches Wohnhaus, einschließlich des rechten Seitenflügels und des Gartenhauses | | Bürgerliches Wohnhaus, einschließlich des rechten Seitenflügels und des Gartenhauses |
| 09155426                         | Nördliche Innenstadt Hegelallee 37 (Lage)                                                                                | Bürgerliches Wohnhaus, aufgestockt | | Bürgerliches Wohnhaus, aufgestockt |
| 09155427                         | Nördliche Innenstadt Hegelallee 38 (Lage)                                                                                | Bürgerliches Wohnhaus, aufgestockt, einschließlich Seitenflügel und Hinterhaus, mit Gedenktafel für Karl Liebknecht | | Bürgerliches Wohnhaus, aufgestockt, einschließlich Seitenflügel und Hinterhaus, mit Gedenktafel für Karl Liebknecht |
| 09155428                         | Nördliche Innenstadt Hegelallee 39 (Lage)                                                                                | Bürgerliches Wohnhaus | | Bürgerliches Wohnhaus |
| 09155429                         | Nördliche Innenstadt Hegelallee 40 (Lage)                                                                                | Bürgerliches Wohnhaus, aufgestockt | | Bürgerliches Wohnhaus, aufgestockt |
| 09155430                         | Nördliche Innenstadt Hegelallee 41 (Lage)                                                                                | Bürgerliches Wohnhaus, aufgestockt, einschließlich Hofbebauung | | Bürgerliches Wohnhaus, aufgestockt, einschließlich Hofbebauung |
| 09155431                         | Nördliche Innenstadt Hegelallee 42 (Lage)                                                                                | Bürgerliches Wohnhaus | | Bürgerliches Wohnhaus |
| 09155432                         | Nördliche Innenstadt Hegelallee 44 (Lage)                                                                                | Bürgerliches Wohnhaus, aufgestockt | | Bürgerliches Wohnhaus, aufgestockt |
| 09155433                         | Nördliche Innenstadt Hegelallee 45 (Lage)                                                                                | Bürgerliches Wohnhaus, aufgestockt einschließlich Quergebäude rechts | | Bürgerliches Wohnhaus, aufgestockt einschließlich Quergebäude rechts |
| 09155434                         | Nördliche Innenstadt Hegelallee 46 (Lage)                                                                                | Bürgerliches Wohnhaus, einschließlich des ersten und zweiten rechten sowie des ersten linken Seitenflügels | | Bürgerliches Wohnhaus, einschließlich des ersten und zweiten rechten sowie des ersten linken Seitenflügels |
| 09155435                         | Nördliche Innenstadt Hegelallee 47 (Lage)                                                                                | Bürgerliches Wohnhaus | | Bürgerliches Wohnhaus |
| 09155436                         | Nördliche Innenstadt Hegelallee 48 (Lage)                                                                                | Bürgerliches Wohnhaus | | Bürgerliches Wohnhaus |
| 09155437                         | Nördliche Innenstadt Hegelallee 49 (Lage)                                                                                | Bürgerliches Wohnhaus | Baujahr: 1785 Baumeister: Johann Rudolf Heinrich Richter | Bürgerliches Wohnhaus |
| 09155438                         | Nördliche Innenstadt Hegelallee 50 (Lage)                                                                                | Bürgerliches Wohnhaus, aufgestockt | | Bürgerliches Wohnhaus, aufgestockt |
| 09155439                         | Nördliche Innenstadt Hegelallee 51 (Lage)                                                                                | Bürgerliches Wohnhaus, einschließlich des zweiten linken Seitenflügels | Baujahr: 1785 Baumeister: Johann Rudolf Heinrich Richter | Bürgerliches Wohnhaus, einschließlich des zweiten linken Seitenflügels |
| 09155440                         | Nördliche Innenstadt Hegelallee 52 (Lage)                                                                                | Bürgerliches Wohnhaus, aufgestockt | Baujahr: 1785 Baumeister: Johann Rudolf Heinrich Richter 1873 durch Maurermeister Culemann aufgestockt | Bürgerliches Wohnhaus, aufgestockt |
| 09155441                         | Nördliche Innenstadt Hegelallee 53 (Lage)                                                                                | Bürgerliches Wohnhaus | Baujahr: 1785 Baumeister: Johann Rudolf Heinrich Richter | Bürgerliches Wohnhaus |
| 09155442                         | Nördliche Innenstadt Hegelallee 54 (Lage)                                                                                | Bürgerliches Wohnhaus | Baujahr: 1785 Baumeister: Johann Rudolf Heinrich Richter | Bürgerliches Wohnhaus |
| 09155443                         | Nördliche Innenstadt Hegelallee 55 (Lage)                                                                                | Bürgerliches Wohnhaus | Baujahr: 1785 Baumeister: Johann Rudolf Heinrich Richter | Bürgerliches Wohnhaus |
| 09155444                         | Nördliche Innenstadt Hegelallee 56 (Lage)                                                                                | Bürgerliches Wohnhaus | Baujahr: 1785 Baumeister: Johann Rudolf Heinrich Richter | Bürgerliches Wohnhaus |
| 09155445                         | Nördliche Innenstadt Hegelallee 57 (Lage)                                                                                | Bürgerliches Wohnhaus | Baujahr: 1782 Baumeister: Johann Rudolf Heinrich Richter | Bürgerliches Wohnhaus |
| 09155002                         | Nördliche Innenstadt Heilig-Geist-Straße, Am Kanal (Lage)                                                                | Stadtraum, Standort der Kellertorbrücke mit Einmündung Stadtkanal, Kanalteilen bis zur Brücke | | [[Vorlage:Bilderwunsch/code!/C:52.399009,13.069664!/D:Nördliche Innenstadt Heilig-Geist-Straße, Am Kanal, Stadtraum, Standort der Kellertorbrücke mit Einmündung Stadtkanal, Kanalteilen bis zur Brücke!/\|BW]]                          |
| 09155139                         | Nördliche Innenstadt Heilig-Geist-Straße 10/11 (Lage)                                                                    | Bürgerliches Wohnhaus | | Bürgerliches Wohnhaus |
| 09156230                         | Teltower Vorstadt Heinrich-Mann-Allee 25 ()                                                                              | Ehrenfriedhof für 70 sowjetische Kriegsgefangene, auf dem Neuen Friedhof | | ein Bild hochladen |
| 09156231                         | Teltower Vorstadt Heinrich-Mann-Allee 25 ()                                                                              | Gedenkstätte für 42 polnische Zwangsarbeiter, auf dem Neuen Friedhof | | ein Bild hochladen |
| 09156232                         | Teltower Vorstadt Heinrich-Mann-Allee 25 ()                                                                              | Gedenkstätte für ausländische Zwangsarbeiter, auf dem Neuen Friedhof | | ein Bild hochladen |
| 09156229                         | Teltower Vorstadt Heinrich-Mann-Allee 25 ()                                                                              | Gedenkstätte verdienter Parteiveteranen, auf dem Neuen Friedhof | | ein Bild hochladen |
| 09156228                         | Teltower Vorstadt Heinrich-Mann-Allee 25 ()                                                                              | Grabstätte H. Geiger, auf dem Neuen Friedhof | | ein Bild hochladen |
| 09156798                         | Teltower Vorstadt Heinrich-Mann-Allee 25 ()                                                                              | Grabstätte Gragert/Korn mit acht Hochkreuzen, auf dem Neuen Friedhof | | ein Bild hochladen |
| 09156227                         | Teltower Vorstadt Heinrich-Mann-Allee 25 ()                                                                              | Grabstätte B. Kellermann, auf dem Neuen Friedhof | Bernhard Kellermann | Grabstätte B. Kellermann, auf dem Neuen Friedhof |
| 09156225                         | Teltower Vorstadt Heinrich-Mann-Allee 25 ()                                                                              | Grabstätte G. Kilz, auf dem Neuen Friedhof | | ein Bild hochladen |
| 09156224                         | Teltower Vorstadt Heinrich-Mann-Allee 25 ()                                                                              | Grabstätte R. Neddemeyer, auf dem Neuen Friedhof | Robert Neddermeyer | ein Bild hochladen |
| 09157024                         | Teltower Vorstadt Heinrich-Mann-Allee 25 ()                                                                              | Grabstätte Saran, auf dem Neuen Friedhof | | ein Bild hochladen |
| 09156226                         | Teltower Vorstadt Heinrich-Mann-Allee 25 ()                                                                              | Grabstätte I. Spira, auf dem Neuen Friedhof | | ein Bild hochladen |
| 09155839                         | Teltower Vorstadt Heinrich-Mann-Allee 25 ()                                                                              | Grabstätte W. Staab, auf dem Neuen Friedhof | Wilhelm Staab | ein Bild hochladen |
| 09157340                         | Teltower Vorstadt Heinrich-Mann-Allee 93 ()                                                                              | Förstereigehöft („Plantagenhaus“), bestehend aus Wohnhaus, Stallgebäude und Durchfahrtsscheune | | ein Bild hochladen |
| 09156726                         | Teltower Vorstadt Heinrich-Mann-Allee 93a (Lage)                                                                         | Satellitenkamera AFU-75 mit Funktionsbau, auf dem Großen Ravensberg | | [[Vorlage:Bilderwunsch/code!/C:52.370837,13.087817!/D:Teltower Vorstadt Heinrich-Mann-Allee 93a, Satellitenkamera AFU-75 mit Funktionsbau, auf dem Großen Ravensberg!/\|BW]]                                                             |
| 09157181                         | Teltower Vorstadt Heinrich-Mann-Allee 103 (Lage)                                                                         | Schulgebäude der Provinzialanstalt für Epileptische (heute Humboldt-Gymnasium) | Humboldt-Gymnasium Potsdam | Schulgebäude der Provinzialanstalt für Epileptische (heute Humboldt-Gymnasium) |
| 09157351                         | Teltower Vorstadt Heinrich-Mann-Allee 103 (Lage)                                                                         | Sport- und Mehrzweckhalle | | [[Vorlage:Bilderwunsch/code!/C:52.383227,13.076578!/D:Teltower Vorstadt Heinrich-Mann-Allee 103, Sport- und Mehrzweckhalle!/\|BW]] |
| 09155825                         | Teltower Vorstadt Heinrich-Mann-Allee 106 (Lage)                                                                         | Alter Friedhof mit Friedhofskapelle und historischen Grabsteinen | | weitere Bilder |
| 09155834                         | Teltower Vorstadt Heinrich-Mann-Allee 107 (Lage)                                                                         | Gebäude der Kadettenanstalt mit Haus 2 (Knabenlazarett des Großen Militär-Waisenhauses), Haus 6, Haus 8 (Lazarett), Haus 12 (Hauptgebäude, heute Landesregierung) | | Gebäude der Kadettenanstalt mit Haus 2 (Knabenlazarett des Großen Militär-Waisenhauses), Haus 6, Haus 8 (Lazarett), Haus 12 (Hauptgebäude, heute Landesregierung)                                                                        |
| 09156629                         | Nauener Vorstadt Helene-Lange-Straße 1 (Lage)                                                                            | Wohnhaus | Bauherr: A. R. Bongé, Bürovorsteher Baujahr: 1875/76 Baumeister: Ernst Petzholtz, Hofbau- und Hofmaurermeister | Wohnhaus |
| 09156573                         | Nauener Vorstadt Helene-Lange-Straße 2 (Lage)                                                                            | Mietwohnhaus mit Vorgarten und Zufahrtsweg | | Mietwohnhaus mit Vorgarten und Zufahrtsweg |
| 09156574                         | Nauener Vorstadt Helene-Lange-Straße 3 (Lage)                                                                            | Mietwohnhaus mit Vorgarten | | Mietwohnhaus mit Vorgarten |
| 09156155                         | Nauener Vorstadt Helene-Lange-Straße 4 (Lage)                                                                            | Mietwohnhaus (Fassade) | | Mietwohnhaus (Fassade) |
| 09156156                         | Nauener Vorstadt Helene-Lange-Straße 5 (Lage)                                                                            | Mietwohnhaus (Fassade) | | Mietwohnhaus (Fassade) |
| 09156242                         | Nauener Vorstadt Helene-Lange-Straße 8 (Lage)                                                                            | Wohnhaus mit Vorgarten und Einfriedung | | Wohnhaus mit Vorgarten und Einfriedung |
| 09156575                         | Nauener Vorstadt Helene-Lange-Straße 17 (Lage)                                                                           | Mietwohnhaus mit Vorgarten und Zufahrtsweg | | Mietwohnhaus mit Vorgarten und Zufahrtsweg |
| 09156158                         | Nauener Vorstadt Helene-Lange-Straße 18 (Lage)                                                                           | Mietwohnhaus mit Gartenanlage, Vorgarten und Einfriedung | Bauherr: Gustav Grund, Kaufmann und Fabrikant Baujahr: 1880/81 Baumeister: Friedrich August Hasenheyer, Hofmaurermeister | Mietwohnhaus mit Gartenanlage, Vorgarten und Einfriedung |
| 09155085                         | Nördliche Innenstadt Henning-von-Tresckow-Straße 2-8 (Lage)                                                              | Kaserne des 1. Garde-Regiments zu Fuß | Ehemaliger Kasernenkomplex zwischen der heutigen Henning-von-Tresckow-Straße, Hoffbauerstraße, Am Lustgartenwall und dem Lustgarten. Unter Einbeziehung der umgebauten Gewehrfabrik (siehe Hoffbauerstraße 2) entstand zwischen 1876 und 1878 sowie 1884 eine Kaserne für das 1. Garde-Regiment zu Fuß. Nach dessen Auflösung 1818 waren Teile des Infanterie-Regiments 9 untergebracht. Beim Luftangriff auf Potsdam wurden einige Gebäude zerstört. Erhalten blieb unter anderem das im klassizistischen Stil errichtete Mannschaftsgebäude an der Henning-von-Tresckow-Straße (damals Priesterstraße). | [[Vorlage:Bilderwunsch/code!/C:52.394753,13.053729!/D:Nördliche Innenstadt Henning-von-Tresckow-Straße 2-8, Kaserne des 1. Garde-Regiments zu Fuß!/\|BW]]                                                                                |
| 09155080                         | Nördliche Innenstadt Henning-von-Tresckow-Straße 9 (Lage)                                                                | „Lutherische Feldpropstei“ | 1727/1736 vermutlich nach Entwurf von Philipp Gerlach | „Lutherische Feldpropstei“ |
| 09155081                         | Nördliche Innenstadt Henning-von-Tresckow-Straße 10 (Lage)                                                               | Predigerhaus | | Predigerhaus |
| 09155082                         | Nördliche Innenstadt Henning-von-Tresckow-Straße 11 (Lage)                                                               | Garnisonschule | 1722 erbaut für Major von Knesebeck vom königlichen Leibregiment, gemauerte Vorderfront, Fachwerk, 1787 Umbau durch Georg Christian Unger | Garnisonschule |
| 09155083                         | Nördliche Innenstadt Henning-von-Tresckow-Straße 12 (Lage)                                                               | Predigerhaus | | Predigerhaus |
| 09155084                         | Nördliche Innenstadt Henning-von-Tresckow-Straße 13 (Lage)                                                               | Kommandantur | Architekt: Georg Wenzeslaus von Knobelsdorff, 1752 | Kommandantur |
| 09156836                         | Nördliche Innenstadt Hermann-Elflein-Straße (Lage)                                                                       | Straßenzug in der II. Barocken Stadterweiterung | | Straßenzug in der II. Barocken Stadterweiterung |
| 09155446                         | Nördliche Innenstadt Hermann-Elflein-Straße 1 (Lage)                                                                     | Bürgerliches Wohnhaus | Baujahr: 1785 Baumeister: Johann Rudolf Heinrich Richter | Bürgerliches Wohnhaus |
| 09155447                         | Nördliche Innenstadt Hermann-Elflein-Straße 2 (Lage)                                                                     | Barockes Typenhaus, aufgestockt, ohne Quergebäude | | Barockes Typenhaus, aufgestockt, ohne Quergebäude |
| 09155448                         | Nördliche Innenstadt Hermann-Elflein-Straße 3 (Lage)                                                                     | Barockes Typenhaus | | Barockes Typenhaus |
| 09155449                         | Nördliche Innenstadt Hermann-Elflein-Straße 4 (Lage)                                                                     | Barockes Typenhaus, ohne linken Seitenflügel und Quergebäude | | Barockes Typenhaus, ohne linken Seitenflügel und Quergebäude |
| 09155450                         | Nördliche Innenstadt Hermann-Elflein-Straße 8, 9 (Lage)                                                                  | Barockes Typenhaus | | Barockes Typenhaus |
| 09155451                         | Nördliche Innenstadt Hermann-Elflein-Straße 10 (Lage)                                                                    | Barockes Typenhaus einschließlich des linken Seitenflügels, ohne übrige Bebauung | | Barockes Typenhaus einschließlich des linken Seitenflügels, ohne übrige Bebauung |
| 09155452                         | Nördliche Innenstadt Hermann-Elflein-Straße 11 (Lage)                                                                    | Barockes Typenhaus, ohne rechten und linken Seitenflügel und Quergebäude | | Barockes Typenhaus, ohne rechten und linken Seitenflügel und Quergebäude |
| 09155453                         | Nördliche Innenstadt Hermann-Elflein-Straße 12 (Lage)                                                                    | Mietwohnhaus, ohne linken Seitenflügel und Quergebäude | | Mietwohnhaus, ohne linken Seitenflügel und Quergebäude |
| 09155454                         | Nördliche Innenstadt Hermann-Elflein-Straße 13 (Lage)                                                                    | Bürgerliches Wohnhaus | | Bürgerliches Wohnhaus |
| 09155455                         | Nördliche Innenstadt Hermann-Elflein-Straße 14 (Lage)                                                                    | Bürgerliches Wohnhaus | | [[Vorlage:Bilderwunsch/code!/C:52.39989,13.04974!/D:Nördliche Innenstadt Hermann-Elflein-Straße 14, Bürgerliches Wohnhaus!/\|BW]] |
| 09155456                         | Nördliche Innenstadt Hermann-Elflein-Straße 15 (Lage)                                                                    | Bürgerliches Wohnhaus | Baujahr: 1786 Baumeister: Johann Rudolf Heinrich Richter | Bürgerliches Wohnhaus |
| 09155457                         | Nördliche Innenstadt Hermann-Elflein-Straße 16 (Lage)                                                                    | Bürgerliches Wohnhaus | Baujahr: 1786 Baumeister: Johann Rudolf Heinrich Richter | Bürgerliches Wohnhaus |
| 09155458                         | Nördliche Innenstadt Hermann-Elflein-Straße 17 (Lage)                                                                    | Bürgerliches Wohnhaus | Baujahr: 1786 Baumeister: Johann Rudolf Heinrich Richter | Bürgerliches Wohnhaus |
| 09155459                         | Nördliche Innenstadt Hermann-Elflein-Straße 18 (Lage)                                                                    | Bürgerliches Wohnhaus | Baujahr: 1786 Baumeister: Johann Rudolf Heinrich Richter | Bürgerliches Wohnhaus |
| 09155460                         | Nördliche Innenstadt Hermann-Elflein-Straße 19 (Lage)                                                                    | Bürgerliches Wohnhaus | Baujahr: 1782/83 Baumeister: Georg Christian Unger | Bürgerliches Wohnhaus |
| 09155461                         | Nördliche Innenstadt Hermann-Elflein-Straße 20 (Lage)                                                                    | Bürgerliches Wohnhaus | Baujahr: 1781 Baumeister: Georg Christian Unger | Bürgerliches Wohnhaus |
| 09155462                         | Nördliche Innenstadt Hermann-Elflein-Straße 21 (Lage)                                                                    | Bürgerliches Wohnhaus, aufgestockt | Baujahr: 1786 Baumeister: Johann Rudolf Heinrich Richter 1909 durch Maurermeister August Grabkowsky aufgestockt | Bürgerliches Wohnhaus, aufgestockt |
| 09155463                         | Nördliche Innenstadt Hermann-Elflein-Straße 22 (Lage)                                                                    | Bürgerliches Wohnhaus | Baujahr: 1786 Baumeister: Johann Rudolf Heinrich Richter | Bürgerliches Wohnhaus |
| 09155464                         | Nördliche Innenstadt Hermann-Elflein-Straße 23 (Lage)                                                                    | Bürgerliches Wohnhaus, aufgestockt | Baujahr: 1786 Baumeister: Johann Rudolf Heinrich Richter 1907 aufgestockt | Bürgerliches Wohnhaus, aufgestockt |
| 09155465                         | Nördliche Innenstadt Hermann-Elflein-Straße 24 (Lage)                                                                    | Bürgerliches Wohnhaus | Baujahr: 1786 Baumeister: Johann Rudolf Heinrich Richter | Bürgerliches Wohnhaus |
| 09155466                         | Nördliche Innenstadt Hermann-Elflein-Straße 25 (Lage)                                                                    | Bürgerliches Wohnhaus | | Bürgerliches Wohnhaus |
| 09155467                         | Nördliche Innenstadt Hermann-Elflein-Straße 26 (Lage)                                                                    | Bürgerliches Wohnhaus | | Bürgerliches Wohnhaus |
| 09155468                         | Nördliche Innenstadt Hermann-Elflein-Straße 27 (Lage)                                                                    | Barockes Typenhaus | | Barockes Typenhaus |
| 09155469                         | Nördliche Innenstadt Hermann-Elflein-Straße 28 (Lage)                                                                    | Barockes Typenhaus | | Barockes Typenhaus |
| 09155470                         | Nördliche Innenstadt Hermann-Elflein-Straße 29 (Lage)                                                                    | Bürgerliches Wohnhaus einschließlich Quergebäude | | Bürgerliches Wohnhaus einschließlich Quergebäude |
| 09155471                         | Nördliche Innenstadt Hermann-Elflein-Straße 30, 31 (Lage)                                                                | Bürgerliches Wohnhaus | | Bürgerliches Wohnhaus |
| 09155472                         | Nördliche Innenstadt Hermann-Elflein-Straße 32 (Lage)                                                                    | Barockes Typenhaus | | Barockes Typenhaus |
| 09155473                         | Nördliche Innenstadt Hermann-Elflein-Straße 33 (Lage)                                                                    | Barockes Typenhaus | | Barockes Typenhaus |
| 09155474                         | Nördliche Innenstadt Hermann-Elflein-Straße 38 (Lage)                                                                    | Bürgerliches Wohnhaus | Baujahr: 1785 Baumeister: Johann Rudolf Heinrich Richter | Bürgerliches Wohnhaus |
| 09157147                         | Babelsberg Nord Hermann-Maaß-Straße 17 (Lage)                                                                            | Wohnhaus mit terrassiertem Gartengrundstück | | Wohnhaus mit terrassiertem Gartengrundstück |
| 09156161                         | Templiner Vorstadt Hermannswerder (Lage)                                                                                 | Hoffbauer-Stiftung mit Torgebäude, Pförtnerhaus und Umfassungsmauer, Diakonissenmutterhaus, Krankenhaus, Isolierhaus, zwei Waisenhauskomplexen (Haus Tanne, Linde, Ulme, Buche, Kastanie), Seminargebäude (Haus Birke), Oberlyceum, Wirtschaftshof mit Gutshaus, Stallungen, Scheune und Arbeitshaus, Technische Versorgung (Wasserturm, Enteisenungsanlage, Maschinenhaus), Friedhofskapelle, Stiftskirche, zwei Direktorenwohnhäusern, Feierabendhaus, Wegesystem, gärtnerisch gestalteten Anlagen und Alleen | Die 1901 gegründete Hoffbauer-Stiftung hat ihren Sitz auf der Halbinsel Hermannswerder. Im Lyzeum befindet sich das Evangelische Gymnasium Hermannswerder, das 1908 gegründet wurde. | weitere Bilder |
| 09157515 Teilobjekt zu: 09156161 | Hermannswerder (Lage) | Tordurchfahrt | | Tordurchfahrt |
| 09157516 Teilobjekt zu: 09156161 | Hermannswerder (Lage) | Pförtnerhaus | | BW |
| 09157517 Teilobjekt zu: 09156161 | Hermannswerder () | Einfriedung | | ein Bild hochladen |
| 09157518 Teilobjekt zu: 09156161 | Hermannswerder (Lage) | Diakonissenmutterhaus | | BW |
| 09157519 Teilobjekt zu: 09156161 | Hermannswerder () | Krankenhaus | | ein Bild hochladen |
| 09157520 Teilobjekt zu: 09156161 | Hermannswerder () | Isoliergebäude | | ein Bild hochladen |
| 09157521 Teilobjekt zu: 09156161 | Hermannswerder (Lage) | Waisenhaus | | BW |
| 09157522 Teilobjekt zu: 09156161 | Hermannswerder () | Seminargebäude | | ein Bild hochladen |
| 09157523 Teilobjekt zu: 09156161 | Hermannswerder (Lage) | Schule | | BW |
| 09157524 Teilobjekt zu: 09156161 | Hermannswerder () | Gehöft | | ein Bild hochladen |
| 09157534 Teilobjekt zu: 09156161 | Hermannswerder () | Wirtschaftsgebäude | | ein Bild hochladen |
| 09157535 Teilobjekt zu: 09156161 | Hermannswerder () | Stall | | ein Bild hochladen |
| 09157536 Teilobjekt zu: 09156161 | Hermannswerder () | Scheune | | ein Bild hochladen |
| 09157537 Teilobjekt zu: 09156161 | Hermannswerder () | Arbeitshaus | | ein Bild hochladen |
| 09157525 Teilobjekt zu: 09156161 | Hermannswerder (Lage) | Wasserturm | | BW |
| 09157526 Teilobjekt zu: 09156161 | Hermannswerder (Lage) | Enteisenungsgebäude | Das Gebäude wurde um 1895 erbaut. Das runde Gebäude hat einen runden Dachturm. | BW |
| 09157527 Teilobjekt zu: 09156161 | Hermannswerder (Lage) | Maschinenhaus | | BW |
| 09157528 Teilobjekt zu: 09156161 | Hermannswerder (Lage) | Friedhofskapelle | Die Kapelle wurde 1895 erbaut. Sie steht an der südlichen Stiftungsgrenze. Heute dient die Kapelle als Wohnhaus. | BW |
| 09157529 Teilobjekt zu: 09156161 | Hermannswerder (Lage) | Kirche | Die Kirche wurde von 1910 bis 1911 erbaut. | BW |
| 09157530 Teilobjekt zu: 09156161 | Hermannswerder (Lage) | Direktorenwohnhaus | Das Wohnhaus hat 5 Fensterachsen und wurde 1926 aus Holz mit einem Satteldach erbaut. | BW |
| 09157531 Teilobjekt zu: 09156161 | Hermannswerder (Lage) | Direktorenwohnhaus | Das Wohnhaus wurde 1927 erbaut und hat ein Mansarddach und eine Giebelwalm. | BW |
| 09157522 Teilobjekt zu: 09156161 | Hermannswerder (Lage) | Altersheim | | BW |
| 0915 Teilobjekt zu: 091561617533 | Hermannswerder (Lage) | Gartenanlage | | BW |
| 09155795                         | Nauener Vorstadt Hessestraße 1-19, Kleine Weinmeisterstraße 1-13, Große Weinmeisterstraße 57, Puschkinallee 14a-c (Lage) | Siedlungshäuser des Beamten-Wohnungs-Vereins zu Potsdam | | [[Vorlage:Bilderwunsch/code!/C:52.414115,13.060898!/D:Nauener Vorstadt Hessestraße 1-19, Kleine Weinmeisterstraße 1-13, Große Weinmeisterstraße 57, Puschkinallee 14a-c, Siedlungshäuser des Beamten-Wohnungs-Vereins zu Potsdam!/\|BW]] |
| 09155086                         | Nördliche Innenstadt Hoffbauerstraße 2 (Lage)                                                                            | Gewehrfabrik | Die unter Friedrich Wilhelm I. 1722 errichteten drei eingeschossigen Fachwerkbauten ließ Friedrich II. zwischen 1776 und 1780 von Georg Christian Unger durch dreigeschossige Steinbauten ersetzen. Nachdem die Häuser 1864/65 umgebaut und verbunden worden waren, nutzte sie ab 1866 die Leib-, 2. und 3. Kompanie des I. Bataillons des 1. Garde-Regiments zu Fuß. Siehe auch: Henning-von-Tresckow-Straße 2–8. | Gewehrfabrik |
| 09156159                         | Nauener Vorstadt Höhenstraße 1, 2 (Lage)                                                                                 | Landhaus von Oppen mit Gartenanlage | | [[Vorlage:Bilderwunsch/code!/C:52.422163,13.065629!/D:Nauener Vorstadt Höhenstraße 1, 2, Landhaus von Oppen mit Gartenanlage!/\|BW]] |
| 09156795                         | Nauener Vorstadt Höhenstraße 6 (Lage)                                                                                    | Landhaus Mottan | | [[Vorlage:Bilderwunsch/code!/C:52.423324,13.06493!/D:Nauener Vorstadt Höhenstraße 6, Landhaus Mottan!/\|BW]] |
| 09157283                         | Hubertusdamm 32 (Lage)                                                                                                   | Wohnhaus mit Garten und Einfriedung | | BW |
| 09157280                         | Hugstraße 1 (Lage) | Revierförsterei, bestehend aus Wohnhaus, Stallscheune mit Remise und Resten der Hofpflasterung | | BW |